# Voulon
Voulon is een gemeente in het Franse departement Vienne (regio Nouvelle-Aquitaine) en telt 304 inwoners (1999). De plaats maakt deel uit van het arrondissement Montmorillon.

## Geografie
De oppervlakte van Voulon bedraagt 8,3 km², de bevolkingsdichtheid is 36,6 inwoners per km².
De onderstaande kaart toont de ligging van Voulon met de belangrijkste infrastructuur en aangrenzende gemeenten.

## Verkeer
De spoorweghalte Anché - Voulon ligt op het grondgebied van de aanpalende gemeente Anché.

## Demografie
Onderstaande figuur toont het verloop van het inwonertal (bron: INSEE-tellingen).